# Ставицький Едуард Анатолійович
Едуард Анатолійович Ставицький, також Натан Розенберг (нар. 4 жовтня 1972, Лебедин, Сумська область, Українська РСР) — український політик, державний службовець, Міністр енергетики та вугільної промисловості України за часів президентства Януковича (24.12.2012-27.02.2014). Депутат Житомирської обласної ради VI скл. (з листопада 2010 року), член Постійної комісії з питань Чорнобильської катастрофи, екології та використання природних ресурсів.
24 березня 2014 року оголошений у розшук за присвоєння державного майна.

## Життєпис
Одружений, має двох синів.

## Освіта
Закінчив Державну гірничу академію України (Дніпро, 1994, гірничий інженер); Академію державного управління при Президентові України (2003, маґістр державного управління).

## Кар'єра
У 1994—2002 працював менеджером ЗАТ «Науково-виробниче об'єднання „Екологічне паливо України“» (м. Олександрія, Кіровоградська область), у 2002—2006 роках — голова правління.
З 2002 — почесний президент ТОВ «Дитячо-юнацький футбольний клуб „Кристал-аметист“» (м. Олександрія, Кіровоградська область).
У 2006—2007 — радник Міністра охорони навколишнього природного середовища України.
31 січня 2007—2010 — голова правління Національної акціонерної компанії «Надра України» (призначений); 30 січня 2008 року звільнений; 20 серпня 2009 року поновлений на посаді та відразу звільнений; розпорядження про звільнення від 20 серпня 2009 року скасовано 24 березня 2010 року та Ставицький поновлений на посаді; 29 грудня 2010 року звільнений у зв'язку з переходом на іншу роботу.)
З 28 грудня 2010 по 20 квітня 2012 року — Голова Державної служби геології та надр України.
20 квітня 2012 по 24 грудня 2012 — Міністром екології та природних ресурсів України.
Депутат Житомирської обласної ради 5 і 6 скликань, член Постійної комісії з питань бюджету і комунальної власності, заступник голови комісії, член фракції «Партії регіонів» у 5 скликанні. Член Постійної комісії з питань соціально-економічного розвитку регіону, позафракційний у 6 скликанні.
25 червня 2011 присвоєний третій ранг державного службовця.
24 грудня 2012 — 27 лютого 2014 — Міністром енергетики та вугільної промисловості України.

### Після 2014
Після повалення режиму Януковича, Ставицький втік із України і з того часу переховувався від слідства. Він переїхав до Ізраїлю, отримав місцеве громадянство, змінив прізвище на Розенберг. Освелився у елітному районі Кфар Шмар'ягу під Тель-Авівом.

## Професійна діяльність

### Відчуження Межигір'я
Ставицький був задіяний в схемі відчуження у держави «Межигір'я». Тоді нинішній голова Держгеонадр очолював державну компанію «Надра України». Завдяки цьому, майбутній президент Янукович за 3 місяці свого прем'єрств зміг стати власником «Межигір'я», а найближче його оточення — отримати 19 ліцензій на видобуток нафти і газу, прихопили через якусь кіпрську компанію дві будівлі Національної акціонерної компанії «Надра України», розташовані в центрі Києва (по вул. Володимирській, 34, і Золотоворітському провулку, 9) площею 5 тис. га.
На посаді керівника Кабміну Тимошенко довго боролася з Ставицьким. На початку 2008 року вона його таки звільнила. Однак через рік Солом'янський районний суд Києва скасував це рішення уряду[джерело?].
У серпні 2009 року Ставицький став фігурантом скандалу, пов'язаного із захопленням будівлі «Надра України». "Ставицький — це маріонетка добре організованої, повністю забезпеченої групи, котра таким нечесним способом продовжує думати, що вона може забирати в держави власність. Проблема не в Ставицький, а проблема в тому, хто є його господарем, хто за ним стоїть і хто направляє його дії, хто забезпечує нечесні рішення в судах і силових структурах на користь таких ставицьких ", — заявила Юлія Тимошенко на екстреному засіданні уряду в серпні 2009 року, яке було скликано у зв'язку з незаконним захопленням Едуардом Ставицьким будівлі «Надра України».
Незважаючи на рішення суду, відновили його на посаді лише після того, як уряд очолив Микола Азаров. Наприкінці 2010 року сам президент відправив Ставицького керувати Держгеонадрами.
Коли уряд Юлія Тимошенко скасував всі корупційні рішення Віктора Януковича і почав процес повернення всіх об'єктів у державну власність, раптом виявилося, що документи, зокрема, про поетапний перехід резиденції «Межигір'я» у володіння лідеру Партії регіонів дивним чином зникли. Пізніше Генеральна прокуратура на чолі зі ще одним ставлеником Партії регіонів Олександром Медведьком, незважаючи на неодноразові звернення уряду, не просто відмовила в порушенні кримінальної справи, а й визнала законність цієї угоди.
У підсумку, це відомство опинилося більш значущим, ніж Міністерство екології, не кажучи про попереднє місце роботи Ставицького — «Надра України».
Стаття 13 Конституції України, яка говорить про те, що "Земля, її надра, атмосферне повітря, водні та інші природні ресурси, що знаходяться в межах території України, природні ресурси її континентального шельфу, виключної (морської) економічної зони є об'єктами права власності Українського народу. Кожен громадянин має право користуватися природними об'єктами права власності народу відповідно до закону. Держава забезпечує захист прав усіх суб'єктів права власності і господарювання, соціальну спрямованість економіки. Всі суб'єкти права власності рівні перед законом ", — для гаранта і його команди зовсім нічого не значать

### Вимагання
25 січня 2013 року на нараді в Кабінеті міністрів народний депутат Нестор Шуфрич звинуватив Міністра енергетики та вугільної промисловості Едуарда Ставицького в незаконному призупинення ліцензії нафтогазової компанії «Нафтогазвидобування» і здирництві 30 % частки підприємства за подальше відновлення її дії.
На питання до Шуфрича про те, в якій якості він присутній на нараді, той відповів: «Як власник і народний депутат», додавши, що знаходиться на нараді «за дорученням фракції». Також від фракції був присутній і інший народний депутат від ПР Микола Рудьковський, який раніше публічно заперечував свою причетність до компанії і нафтогазового бізнесу в цілому.
Сім'я активно нарощує активи в нафтогазовій сфері. Так, за інформацією Економічної правди, світові гіганти Shell і Chevron будуть видобувати в нашій країні газ з українськими партнерами. Україна пропонує їм підписати угоду на безпосередньо, а за участю невідомої приватної фірми «СПК-Геосервіс», яку теж відносять до сфери інтересів головною Сім'ї країни.
ПрАТ «Нафтогазвидобування» — найбільше приватне підприємство, яке видобуває газ в Україні. За інформацією Forbes Україна. компанію контролюють Нестор Шуфрич і Микола Рудьковський. Частка підприємства у видобутку газу приватними компаніями на 2010 рік становила 30,5 %. 3 лютого минулого року зник Олег Семінський, багаторічний керівник компанії, зараз він в розшуку. Слідство за рік так і не з'ясувало, чому зник керівник підприємства. В цей же період в пресі неодноразово з'являлася інформація про рейдерське захоплення компанії

## Кримінальне провадження

Країни, де Ставицький під санкціями

21 березня 2014 р. — Генпрокуратура разом з УБОЗ МВС України провела обшук в помешканнях та офісах, які належать колишньому міністру палива та енергетики Едуарду Ставицькому. Ставицький проходить у кримінальному провадженні, відкритому за фактами вчинення особами з числа вищого керівництва держави злочинів за статтями «привласнення, розтрата майна шляхом зловживання службовим становищем у особливо великих розмірах», а також «легалізація (відмивання) доходів, одержаних злочинним шляхом».
Було встановлено одну із квартир, яка до 15 березня 2014 належала дружині Ставицького. Під час обшуку у цій квартирі слідчі вилучили близько 5 мільйонів доларів США, майже 50 кілограмів золота у злитках та коштовності, попередня вартість яких становить декілька мільйонів доларів.
3 серпня 2016 року начальник департаменту спеціальних розслідувань Генеральної прокуратури України Сергій Горбатюк повідомив, що ГПУ просить владу Ізраїлю екстрадувати в Україну Едуарда Ставицького.
12 грудня 2016 року Генеральна прокуратура України повідомила, що суд заарештував 10 житлових об'єктів, 7 гаражів, нежитлове приміщення, земельну ділянку, золоті злитки і гроші, що належать Едуарду Ставицькому.
25 квітня 2017 року Комісія з контролю за файлами Інтерполу задовольнила скаргу адвоката й ухвалила рішення про зняття з розшуку Едуарда Ставицького.
30 січня 2019 року суд загальної юрисдикції Європейського Союзу зняв санкції проти Едуарда Ставицького. «У світлі вищевикладених міркувань слід визнати, що Рада ЄС допустила явну помилку в оцінці, прийнявши оскаржувані заходи без запиту додаткової інформації від української влади; цього достатньо для скасування цих заходів стосовно заявника, і немає необхідності розглядати його інші аргументи», — визнав суд.
6 березня 2020 ЄС зняв санкції щодо Ставицького та Миколи Азарова. Вони перебували в санкційному списку з 2014 року за розкрадання державних коштів України або зловживання службовим становищем.

## Обшуки
У березні 2014 року Генеральна прокуратура України, УБОЗ МВС України, в рамках розслідування за фактом розкрадання державної власності службовими особами Міністерства енергетики та вугільної промисловості України — провели обшук в приватному помешканні ексміністра Е. Ставицького.
Під час проведених обшуків вилучено:
- 4,8 мільйона доларів готівкою;
- Золоті злитки вагою 42 кг;
- наручні дорогі годинники відомих світових брендів;
- велика кількість виробів з дорогоцінних металів;
- коробочки з камінням, схожими на діаманти;
- безліч документів на нерухомість, частки в компаніях, земельні ділянки;
- документи на реєстрацію іноземних компаній в різних офшорних юрисдикціях;
- банківські картки, документація на рахунки в низці закордонних банків[27].

## Нагороди та звання
- 22 липня 2011 р — нагрудний знак «За доблесну службу» 2 ступеня (Державна служба гірничого нагляду та промислової безпеки України)
- 22 серпня 2011 р — нагрудний знак «За вагомий внесок у розвиток геологічної галузі України» 1 ступеня (Державна служба геології та надр України)
- 22 серпня 2011 р. — Почесна грамота «За вагомий особистий внесок у соціально- економічний розвиток України та її столиці — міста Києва, багаторічну самовіддану працю з нагоди 20-ї річниці незалежності України» (Київський міський голова)
- 15 вересня 2011 р. — звання "Почесний член Всеукраїнської громадської організації «Спілка геологів України»
- 4 жовтня 2011 р. — звання «Почесний розвідник надр» (Державна служба геології та надр України)

## Власність
З ім'ям Едуарда Ставицького пов'язують:
- ТОВ «Фаворит Систем»
- ТОВ «Кувейт Енерджі Юкрейн» сьогодні відома як ТОВ «Арабський Енергетичний Альянс Юей»
- ТОВ «Голден Деррік»

## Публікації
- Стратегія використання ресурсів питних підземних вод для водопостачання, за ред. Е. А. Ставицького, Г. І. Рудька, Є. О. Яковлєва, Київ, 2011, у 2-х т.
- Нафтогазоперспективні об'єкти України. Наукові і практичні основи пошуків родовищ вуглеводнів в українському секторі Прикерченського шельфу Чорного моря, Київ, 2011.